# Stade Robert Barran
Stade Robert Barran – stadion znajdujący się w Houilles służący do rozgrywania meczów rugby union.
Mieszczący pięciuset widzów stadion jest domowym obiektem klubu rugby Rugby Olympique Club de Houilles Carrières.
Gościł dwa spotkania Mistrzostw Świata U-19 2003.